# Parco nazionale di Tumucumaque
Il parco nazionale di Tumucumaque (in portoghese Parque Nacional Montanhas do Tumucumaque) è il più grande parco nazionale del Brasile e l'area di foresta tropicale protetta più grande al mondo.
Il parco è stato istituito nel 2002 a seguito dell'iniziativa ARPA (Programma per la protezione dell'Area Amazzonica) che si propone di porre sotto protezione il 12% della foresta amazzonica entro il 2016.

## Geografia
Nella lingua indigena Apalaì e Wayana Tumucumaque significa “la roccia sulla cima della montagna”.
Il parco è ubicato nel nord dello Stato di Amapá, al confine con la Guyana francese e il Suriname. 
L'area protetta continua oltre il confine della Guyana francese nel parco Amazzonico della Guyana Francese. I due parchi nazionali coprono una superficie di oltre 59.000 km². A ovest del parco brasiliano si estende il parco indigeno Tumucumaque e a sud l'area indigena Waiapi.
L'area del parco copre pianure alluvionali e il territorio montuoso della Serra di Tumucumaque che raggiunge i 607 metri altezza e a est la Serra Lombarda.
Il fiume maggiore che interessa il parco è lo Jari che ne delimita il confine orientale. Nel parco nasce il fiume Oyapock chr segna buona parte del confine internazionale tra il Brasile e la Guyana francese.